# 許舒
許舒博士，ISO，JP（英語：Dr. James William Hayes，1930年11月8日—2023年7月6日），已故英籍香港史學家、前政務官。他曾在香港政府多個部門擔任要職，當中以出任與新界相關的民政職位最為人熟識，身為理民官的他需處理大小地區和鄉郊事務，見證新界由傳統農村社會發展成現代社會的最後歷程。他通曉中文和粵語，與新界鄉民相處融洽，作風親民。他對新界人文歷史和傳統文化認識甚深，在工餘時間紀錄於新界工作時的所見所聞，並把歷史研究集結成文，後來將文章輯錄成書，成為今日研究新界歷史的重要史料。

## 生平

### 早年生活
許舒1930年生於英國蘇格蘭快富，於倫敦大學瑪麗女王學院文學院完成學士學位，1952年大學畢業後的兩年時間隨威靈頓公爵軍團到南韓參與韓戰，後到直布羅陀駐紮，軍階至陸軍少尉。1956年，他在倫敦大學完成歷史學碩士學位，論文是《The Social and Professional Background of the Officers of the British Army, 1714 - 1763》。

### 政務生涯

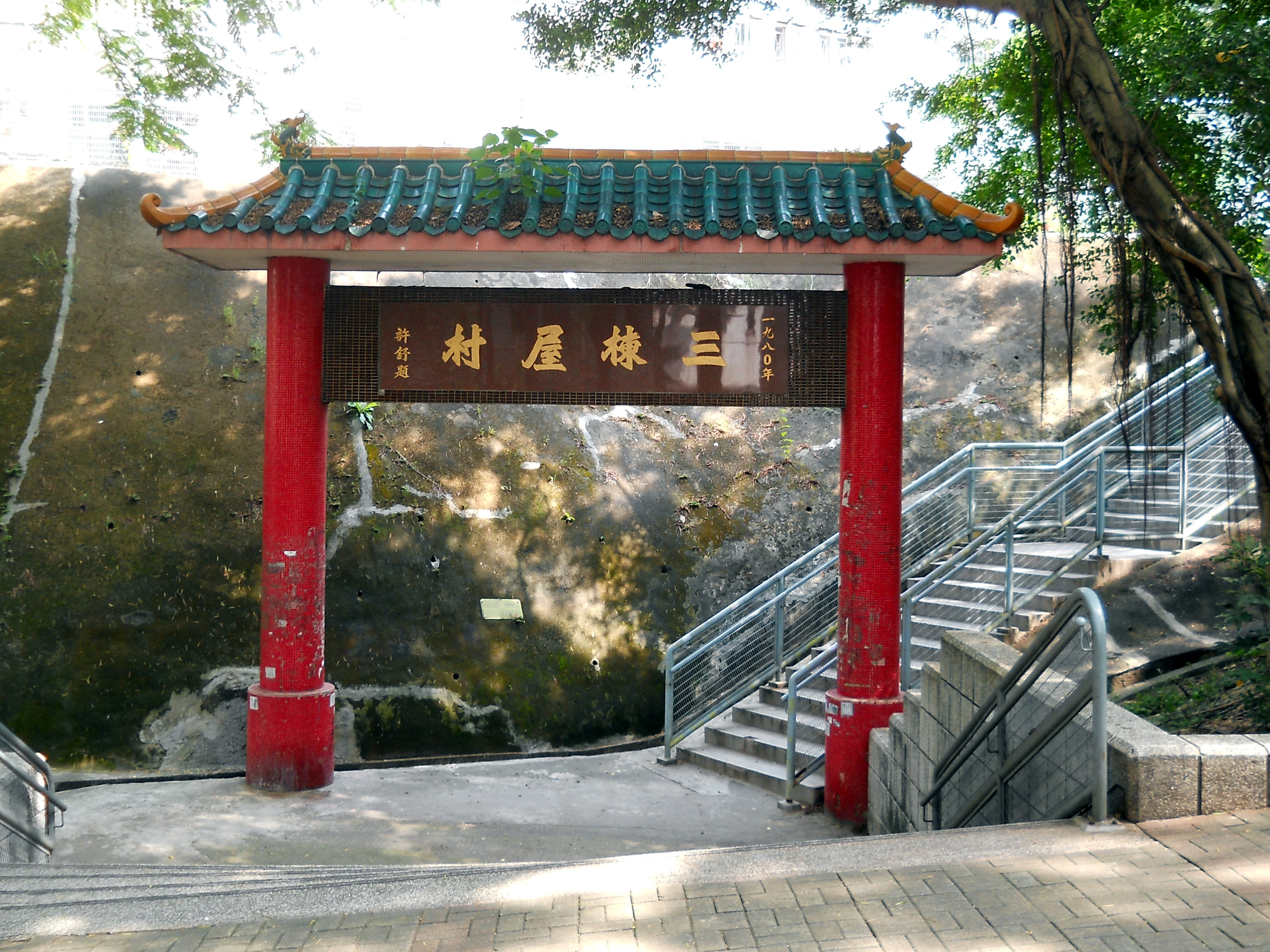
三棟屋村牌樓有許舒的題字

1956年7月，許舒加入英國海外政務官團隊，以「二級官學生」（即政務主任）身份派駐到香港，1957年起擔任新界民政署南約理民官，治理西貢區和離島區，1960年至1962年間專責離島區。1963年調任徙置事務處督導官。1966年，升任首席副華民政務司。1968年，兼任新成立民政署的港島分署署長和港島民政專員。1973年，改任市政事務署助理署長。1975年，改任荃灣理民官兼市鎮專員。1982年，出任勞工處副處長，1983年起升任署理處長。1985年，出任新界政務署署長。經過32年的政務官生涯，他於1987年11月正式退休。
他在新界工作期間，不少鄉郊地方需作現代化發展。他曾多次處理鄉村搬遷的事宜，包括較早時期的石壁鄉遷村計劃（興建石壁水塘），1970年代末荃灣多條鄉村的遷村計劃（興建地下鐵），過程中需與鄉村代表周旋，商討賠償、風水等問題，在短時間內解決政府與鄉民之間的分歧覓得各方同意的方案。

### 學者生涯
許舒早已對新界鄉村傳統文化甚感興趣，自1960年代初起長年撰寫有關香港和新界歷史的論文，並於皇家亞洲學會香港分會年刊發佈，內容包羅他在新界工作期間的所見所聞，描畫出新界現代化前最後的風土人情面貌，文章當中又包括不少鄉民訪談紀錄，構成非常寶貴的第一手新界口述歷史資料。除了他的工作時期，他透過官方土地紀錄研究清末時期新界鄉村的傳統社會架構和繼承系統，又搜集和收藏不少相關的的寶貴歷史文獻，例如土地契約和商業文書等。
1975年，他在倫敦大學亞非學院完成博士學位，博士論文是《十八至十九世紀的南中國歷史》。1977年，他的第一本著作《The Hong Kong Region, 1850-1911: Institutions and Leadership in Town and Countryside》正式出版。
他於1966年加入皇家亞洲學會香港分會，隨即成為該會年刊的榮譽編輯，直至1980年。他於1970年成為該會副會長，並於1983年至1990年期間擔任會長。
1990年，已退休的許舒移居澳洲悉尼，全心投入歷史研究工作，繼續推出多本關於新界歷史的著作。2023年7月6日，身處悉尼的許舒在睡夢中安詳逝世，享年92歲。訃聞由與他相知近50年摯友、美國萊斯大學史學家司馬富公佈。

## 家庭生活
許舒父親是英格蘭人，母親擁有一半蘇格蘭血統。妻子黃超媛，JP同為香港高級公務員，畢業於香港大學，1965年加入香港政府，早期任職於社會福利署、布政司署，歷任東區民政主任、港島民政專員、西九龍民政專員、地政署助理處長，離職前官至副文康市政司。兩人育有三名女兒。

## 軼事
- 1959年，大澳關帝廟天后宮重修開光，許舒身穿中式藍袍黑掛禮服主禮剪綵。[21]

## 著作列表
書籍︰
- 《The Hong Kong Region, 1850-1911: Institutions and Leadership in Town and Countryside》（1977年）
- 《The Rural Communities of Hong Kong: Studies and Themes》（1983年）
- 《Tsuen Wan: Growth of a 'New Town' and its People》 (1993年)
- 《Friends & Teachers: Hong Kong and Its People, 1953-87》 (1996年)
- 《滄海桑田話荃灣》 (1999年)
- 《South China Village Culture》 (2001年)
- 《The Great Difference: Hong Kong's New Territories and Its People, 1898-2004》（2006 年；中文版《新界百年史》[2016年]）

合編書籍文章︰
- 〈鄉村社會中的儀式專家和文字資料〉，載於姜士彬、黎安友和羅友枝編輯的《中華帝國晚期的大眾文化》（英文版 Popular Culture in Late Imperial China [1985年出版]、簡體譯本 2022 年出版）

## 其他學者的相關研究
- 蔡志祥《介紹「許舒博士所藏商業及土地契約」系列》
- 蔡志祥《婦女、家庭與宗族：許舒博士所藏乾泰隆土地及商業文書所見的清末民初潮汕社會》
- 潘淑華《許舒博士所藏屯門歷史文獻資料》
- 裴達禮《A Pattern of Life—Essays on Rural Hong Kong by James Hayes》
- John Strickland 《Southern District Officer Reports》

## 職銜及榮譽
- 香港歷史博物館本地史顧問（1967年）
- 香港大學亞洲研究中心研究員
- 皇家亞洲學會香港分會會長（1983年至1990年）
- 香港義勇軍團上尉
- 非官守太平紳士
- 帝國服務勳章（1986年）
- 古物諮詢委員會委員（1989年）
- 香港大學名譽文學博士（1992年）[22]
- 香港科技大學大學榮譽院士（2008年）[23]

## 外部連結
- 許舒博士珍藏照片集 （页面存档备份，存于）
- 司馬富︰許舒博士訃聞（中譯本） （页面存档备份，存于）